# Triops vicentinus
Triops vicentinus es una especie de crustáceo, de la clase de los branquiópodos, identificado en 2010, y que vive en charcas temporales de agua dulce en el ayuntamiento de Vila do Bispo, del Distrito de Faro, región del Algarve, Portugal, con algunas observaciones ocasionales en las zonas de Tunes, Paderne y Faro, también en el Algarve.

## Evolución
El T. vicentinus desciende del Triops cancriformis, un animal que existe desde hace 180 millones de años.

## Aspecto
El T. vicentinus puede medir 14 cm, de los cuales 7 son la cola.

## Ciclo de vida
El T. vicentinus se reproduce a través de huevos que pueden sobrevivir décadas e incluso resistir el sistema digestivo de otros animales. Cuando se forma una charca o el simple contacto con el agua hace eclosionar la larva en pocas horas.

## Alimentación
El T. vicentinus se alimenta de pequeños animales de charcas, normalmente larvas de mosquitos, pero llega a alimentarse de otros individuos de su propia especie. 